# La Tribu Brady
Série
Les Nouvelles Aventures de la famille Brady
(1996)
Pour plus de détails, voir Fiche technique et Distribution.
La Tribu Brady (The Brady Bunch Movie) est un film américain réalisé par Betty Thomas, sorti en 1995.

## Synopsis
Mike et Carol doivent trouver un moyen de payer 20 000 $ aux impots pendant une semaine.

## Fiche technique
- Titre original : The Brady Bunch Movie
- Titre français : La Tribu Brady
- Réalisation : Betty Thomas
- Scénario : Laurice Elehwany, Rick Copp, Bonnie Turner et Terry Turner, d'après les personnages créés par Sherwood Schwartz
- Direction artistique : William J. Durrell Jr., Nanci Roberts
- Décorateur : Lynn Wolverton-Parker
- Chef décorateur : Steven J. Jordan
- Costumes : Rosanna Norton
- Maquillage : Alan Friedman (superviseur)
- Photographie : Mac Ahlberg
- Montage : Peter Teschner (en)
- Musique : Lionel Cole, Guy Moon
- Production : 
  - Producteur : David Paul Kirkpatrick, Lloyd J. Schwartz, Sherwood Schwartz
  - Producteur exécutif : Alan Ladd Jr.
  - Coproduction : Barry M. Berg, Jenno Topping (en)
- Société(s) de production : Paramount Pictures
- Société(s) de distribution : Paramount Pictures (États-Unis), United International Pictures (France, Monde)
- Budget : 12 000 000 $ US[1]
- Pays de production :  États-Unis
- Année : 1995
- Langue originale : anglais
- Format : couleur (DeLuxe) – 35 mm (Panavision) – 1,85:1 – Dolby Digital
- Genre : comédie
- Durée : 90 minutes
- Date de sortie : États-Unis : 17 février 1995

## Distribution
- Shelley Long (VF : Françoise Blanchard) : Carol Brady
- Gary Cole (VF : Marc Bretonnière) : Mike Brady
- Christine Taylor (VF : Dominique Vallée) : Marcia Brady
- Christopher Daniel Barnes (VF : Guillaume Lebon) : Greg Brady
- Alanna Ubach (VF : Valérie Karsenti) : Noreen
- Jennifer Elise Cox (VF : Julie Turin) : Jan Brady
- David Graf (VF : Jean-Michel Farcy) : Sam Franklin
- Florence Henderson (VF : Lizette Lemaire) : Grand-Mère
- Jack Noseworthy (VF : Fabien Briche) : Eric Dittmeyer
- Megan Ward : Donna Leonard
- Jean Smart (VF : Claire Baron) : Mme Dena Dittmeyer
- Michael McKean (VF : Michel Dodane) : M. Larry Dittmeyer
- Paul Sutera (VF : Pascal Grull) : Peter Brady
- Olivia Hack (VF : Amélie Morin) : Cindy Brady
- Jesse Lee Soffer (VF : Donald Reignoux) : Bobby Brady
- Henriette Mantel (VF : Claude Chantal) : Alice Nelson
- RuPaul (VF : Maïk Darah)  : Mme Cummings
- James Avery (VF : Gary Euston) : Steve Yeager
- Keone Young (VF : Antoine Tomé) : M. Watanabe
- Davy Jones (VF : Jean-Marie Boyer) : lui-même
- Ann B. Davis (VF : Rolande Forest) : la camionneuse